# 26537 Shyamalbuch
26537 Shyamalbuch è un asteroide della fascia principale. Scoperto nel 2000, presenta un'orbita caratterizzata da un semiasse maggiore pari a 2,4400046 UA e da un'eccentricità di 0,1576590, inclinata di 5,06252° rispetto all'eclittica.